# Fergalicious
Fergalicious – drugi singel Fergie pochodzący z pierwszej solowej płyty piosenkarki, The Dutchess, wydanej w 2006 roku. Występuje w nim kolega Stacy po fachu Will.i.am. Teledysk do utworu nawiązuje do filmu Charlie i fabryka czekolady i mówi o słabości piosenkarki do słodyczy. Elementem kluczowym teledysku jest bitwa Fergie z innymi kobietami na ringu pełnym czekolady.